# ベイツ型擬態
- ベイツ型擬態
- ベーツ型擬態

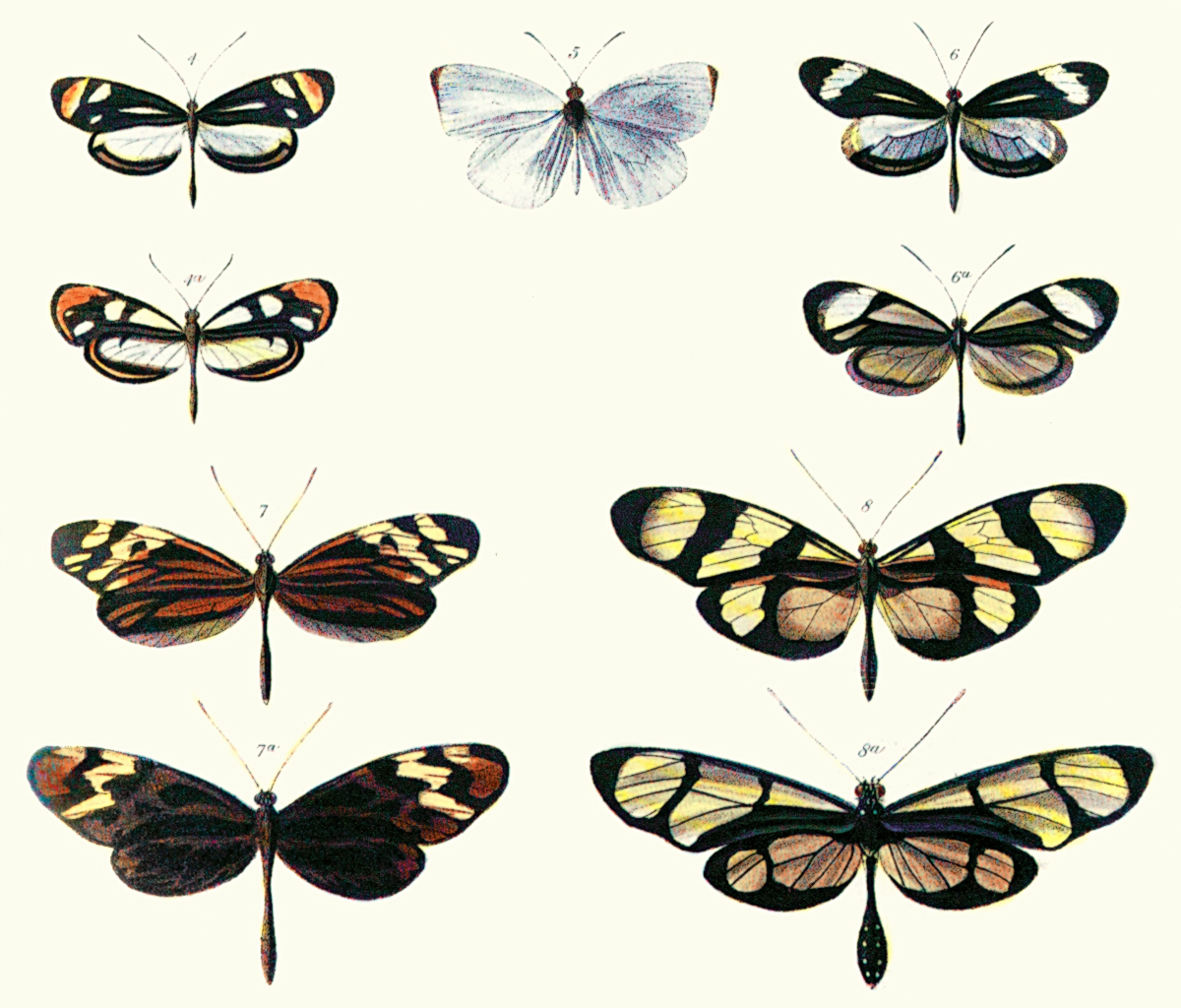
ベイツが1861年に著した論文 より、無毒なシロチョウ（最上段と三段目）と有毒なタテハチョウ科マダラチョウ亜科のチョウ（上から二段目と最下段）との間のベイツ型擬態を示した図。最上段中央にはベイツ型擬態を示さないシロチョウも配置されている。

ベイツ型擬態（ベイツがたぎたい、英語: Batesian mimicry、ベイツ氏擬態、ベイツ式擬態、ベイツ擬態とも）は、本来無害な種が捕食者による攻撃を免れるために、有害な種に自らを似せるという生物の擬態の一様式である。典型的には有毒種がもつ警告色と似た体色を、別の無毒な種が持つという例が挙げられる。ブラジルの熱帯雨林におけるチョウの研究をもとにこの様式の擬態を報告した、イギリスの博物学者ヘンリー・ウォルター・ベイツにちなんだ名称が付けられている。
ベイツ型擬態は最もよく知られ、最もよく研究がなされている擬態様式である。よく似た別の擬態様式として、ミューラー型擬態が挙げられる。こちらは有毒な種どうしが互いに似た特徴を示すことで、お互いの捕食されるリスクを下げる互恵的な擬態様式である。また、ベイツ型擬態と対照的な擬態様式として、攻撃擬態（ペッカム型擬態）が挙げられる。これは逆に、捕食者の側が無害な種に擬態することで、捕食の成功率を上げるという擬態様式である。
ベイツ型擬態の研究ではほとんどの場合視覚シグナルが注目されるが、実際には他の感覚のシグナルも擬態の対象になりうる。例えばある種のガは、有毒なガがコウモリに対して発する超音波シグナルを真似ている。これは聴覚シグナルにおけるベイツ型擬態の例である。

## 歴史的背景

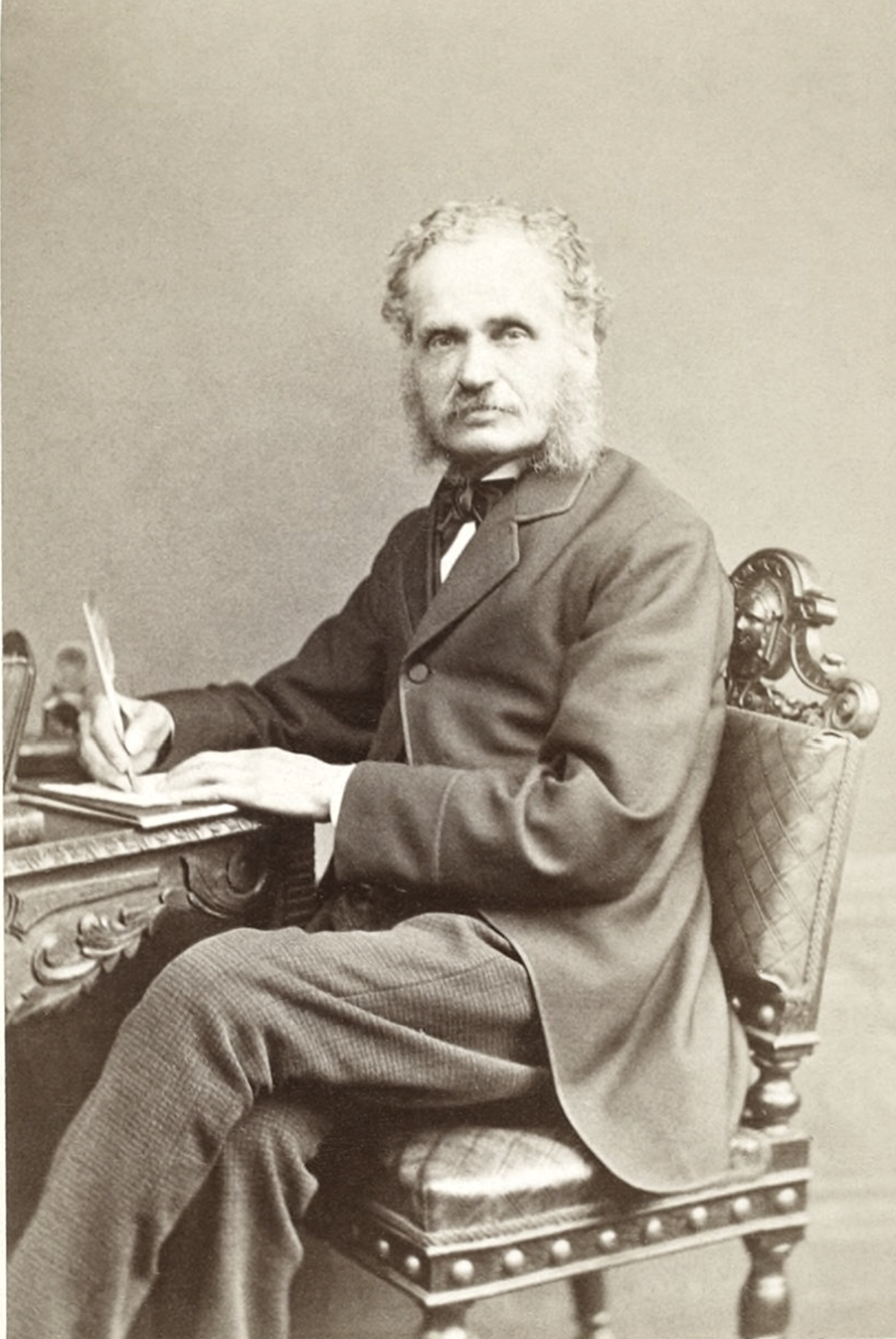
ヘンリー・ウォルター・ベイツ（写真）が後に自らの名前を冠することになる擬態様式を初めて報告したのは、1861年のことであった。

ヘンリー・ウォルター・ベイツ(1825年 - 1892年)はイギリスの探検家・博物学者で、1848年からアルフレッド・ラッセル・ウォレスとともにアマゾン熱帯雨林の調査を行なった。ウォレスは1852年に帰国したが、ベイツは10年以上もアマゾンに留まり調査を行なった。彼の研究によって集められた数千もの昆虫標本の中には、約100種のタテハチョウ科のドクチョウ亜科やマダラチョウ亜科のチョウが含まれていた。そのチョウを外見のよく似たグループに仕分けしていく中で、ある齟齬が生じ始めた。いくつかの種は一見お互いにとても似通っており、ベイツも翅の外見だけでは別種と区別がつかないほどだった。しかし他の細かな形態を精査してみると、それらの種は全く近縁な種とは言えず、別の分類群に所属する種であることがわかった。この発見に基づき、イギリスに帰国して間も無くベイツは1861年11月21日に開催されたロンドン・リンネ協会の集会で、擬態に関する理論について口頭で発表した。その内容は1862年に"Contributions to an Insect Fauna of the Amazon Valley"（「アマゾン川流域の昆虫相についての新知見」）としてリンネ協会の発行する学術誌に掲載され出版された。後に彼は著書『アマゾン河の博物学者』の中でこの擬態様式についてより詳細に議論した。
これらの報告の中でベイツは、近縁でない2種の見た目が似通っている理由は捕食者に対する適応であるという考えを提唱した。彼は、非常に目立った体色をもち、まるで捕食者をからかうかのようにゆっくりと飛ぶチョウが複数種いることを指摘した。彼はこういったチョウは鳥や他の虫食者にとって有毒で、それゆえに捕食を免れているのだと考えた。彼はこの論理をさらに進め、そうした有毒の種に似た特徴をもつ種は、毒がなくてもその警告色ゆえに捕食者に避けられ、捕食を免れていると推論したのである。
この自然主義的な説明は、当時ウォレスや1859年に『種の起源』を著したチャールズ・ダーウィンによって提唱されたばかりの進化論の考え方とよく一致するものである。提唱された当時ベイツの理論の持つダーウィニズム的性格は、アカデミアの内外を問わず反進化論者からの激しい批判を浴びていた。

## 警告色とベイツ型擬態の進化

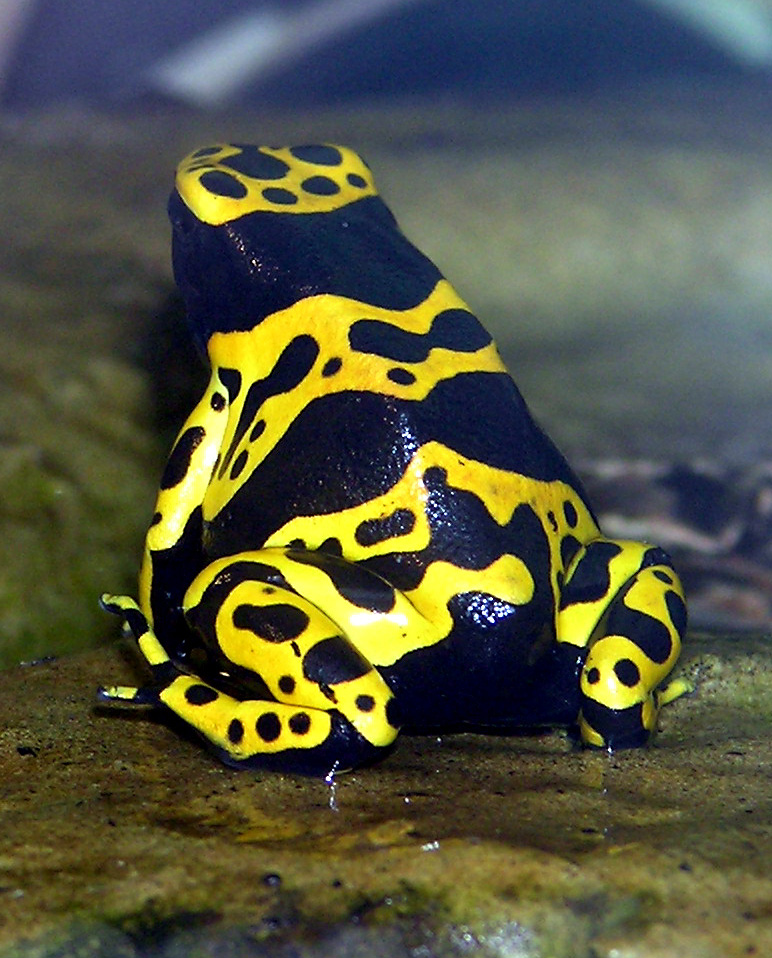
キオビヤドクガエル (Dendrobates leucomelas)は典型的な警告色をもつ有毒のカエルである。

生物のほとんどには捕食者がいて、常に進化的軍拡競走に晒されている。すなわち被食者はできるだけ捕食を免れるように適応し、そして捕食者はその適応に対抗してできるだけ効率よく捕食できるような適応をする、というせめぎ合いで進化が起こっている。捕食者にできるだけ見つからないように適応した生物もいる一方で、ヘビやハチの毒、スカンクの悪臭といった捕食者に対する化学的な防御策を進化させた生物もいる。そうした生物はシグナル理論で言うところの「正直なシグナル」として、捕食者に対する警告となるような明瞭なシグナル（典型的には派手な体色）を示す場合が多い。そうした警告シグナルが目立つ種ほど、捕食者への毒性が強いという相関があることがわかっている。
ベイツ型擬態をする生物は、警告色を持つ生物の体色を効率よく模倣することで、捕食者に自らが不味であるかのように思い込ませるという戦略をとっている。この戦略の成否は、擬態先の種（モデル）の毒性の強さと、その地域におけるモデルの個体数に依存している。モデルの毒性が強いほど、捕食者がベイツ型擬態をする種を避ける可能性が高まる。モデルの種の個体数も、頻度依存選択の観点から考えて擬態の成功には重要な要素であると言える。モデルの個体数が多いと、多少擬態が不完全であったり体色が異なったりしても、擬態者は捕食者に避けられる。有害な獲物を捕食してしまう可能性が高い状況下では、少しでも有毒な可能性があるものは捕食を避けるという戦略が、捕食者にとって有利となるからである。一方モデルの個体数が少ない場合、擬態者の側では、擬態をより精巧にするような進化が起きる。なぜなら、モデルの個体数が少なくそれに出会う可能性自体が低い場合、捕食者にとって、不完全な擬態をしている種を躊躇なく捕食する戦略が成り立つからである。頻度依存選択のために、ベイツ型擬態をする種に多型がみられるという珍しい例もある。アオジャコウアゲハ(Battus philenor )に擬態するトラフアゲハ(Papilio glaucus )がその一つの例で、ベイツ型擬態になっている暗色型の個体ほかに、擬態をしない明色型の個体もみられる。この多型はメラニン合成に関わる一つの遺伝子によって制御されることがわかっている。

## 他の擬態様式との比較
ベイツ型擬態は、捕食者などからの攻撃を避けることを目的とする、防御的擬態の一種である。また、ベイツ型擬態は「分離した disjunct」系である。すなわち、捕食者、擬態者、モデルの3者の全てが別種である。
防御的擬態であるベイツ型擬態は、ペッカム型擬態とも呼ばれる攻撃擬態とは対照的である。すなわち、攻撃擬態は防御的擬態とは逆に、擬態者が獲物の獲得といった積極的な利益を求める擬態だからである。例えばPhoturis 属のホタルは、別のホタルのメスの出す光を真似ることでそのホタルのオスを誘引し、捕食してしまう。これは攻撃擬態の典型例である。その他に、捕食者が全く関与しない擬態様式もある。分散のための擬態がその一例で、例えばある種の菌類は胞子を散布してもらうため、腐肉の匂いを出して昆虫を誘引する。これはだます対象の生物との接触を高めるための擬態と言え、そのような接触をできるだけ減らすための擬態である防御的擬態とは対照的なものである。
ベイツ型擬態と比較的似た擬態の様式のひとつが、ヴァヴィロフ型擬態である。ヴァヴィロフ型擬態はニコライ・ヴァヴィロフによって提唱された擬態の一様式で、雑草が穀物に似た特徴を示す現象のことである。雑草が穀物と似た形の種子をもっていると、唐箕にかける際などに雑草が穀物として誤って選別されてしまう。これをそのまま畑にヒトが蒔くことで、穀物に「擬態」した雑草（随伴雑草あるいは擬態雑草と呼ばれる）が畑ではびこることになる。例えばライムギは最初コムギ畑の雑草として繁殖していたが、コムギに似た個体が除草を免れて更に繁殖していった結果コムギに類似した形態を獲得してゆき最終的に穀物として利用されるに至ったが、これはある種のヴァヴィロフ擬態の例だと言える。このようなヴァヴィロフ型擬態では、擬態によってだます対象はヒトである。ヒトは雑草にとって捕食者ではないため、ヴァヴィロフ型擬態はベイツ型擬態には該当しない。一方で、ベイツ型擬態と呼べる特徴を示す植物も知られている。アケビ科のBoquila 属に属するつる植物の葉は無毒だが、自身が巻きついている樹木の葉に葉の形を似せることで、植食者からの捕食の可能性を減らしている。
ベイツ型擬態と似たような擬態に、ブラウワー型擬態(Browerian mimicry)がある。これはこの擬態について研究したLincoln P. BrowerとJane Van Zandt Browerの名前をとったものである。この擬態様式は自己擬態の様式のひとつであり、モデルと擬態者がどちらも同じ種である場合のベイツ擬態の一形だと言える。すなわちブラウワー型擬態は、同種のより不味な個体に擬態することを指す。この擬態様式は、捕食者にとって有害な種の中でも、その有害度合いに個体差がある場合に成立する。例えばオオカバマダラ(Danaus plexippus )の幼虫は有毒なトウワタの仲間（ミルクウィード）を食べるため、捕食者にとって有毒である。しかしその毒性には個体差があり、有毒の植物を多く食べた個体は毒性が強いが、それほど食べていない個体の毒性は比較的弱い。しかしこの場合、毒性の弱い個体も毒性の強い個体と外見は同じため、捕食される可能性は低い。
もうひとつの重要な擬態様式のひとつとして、博物学者フリッツ・ミューラーにちなんで命名されたミューラー型擬態がある。ミューラー型擬態は、モデルと擬態者の両方が警告色を示す、互恵的な擬態である。モデルも擬態者も有毒であるため、必ずしも捕食者を騙すための擬態というわけではなく、またハチの仲間のように、非常に多くの種からなる擬態関係もあり得る。

## 不完全なベイツ型擬態

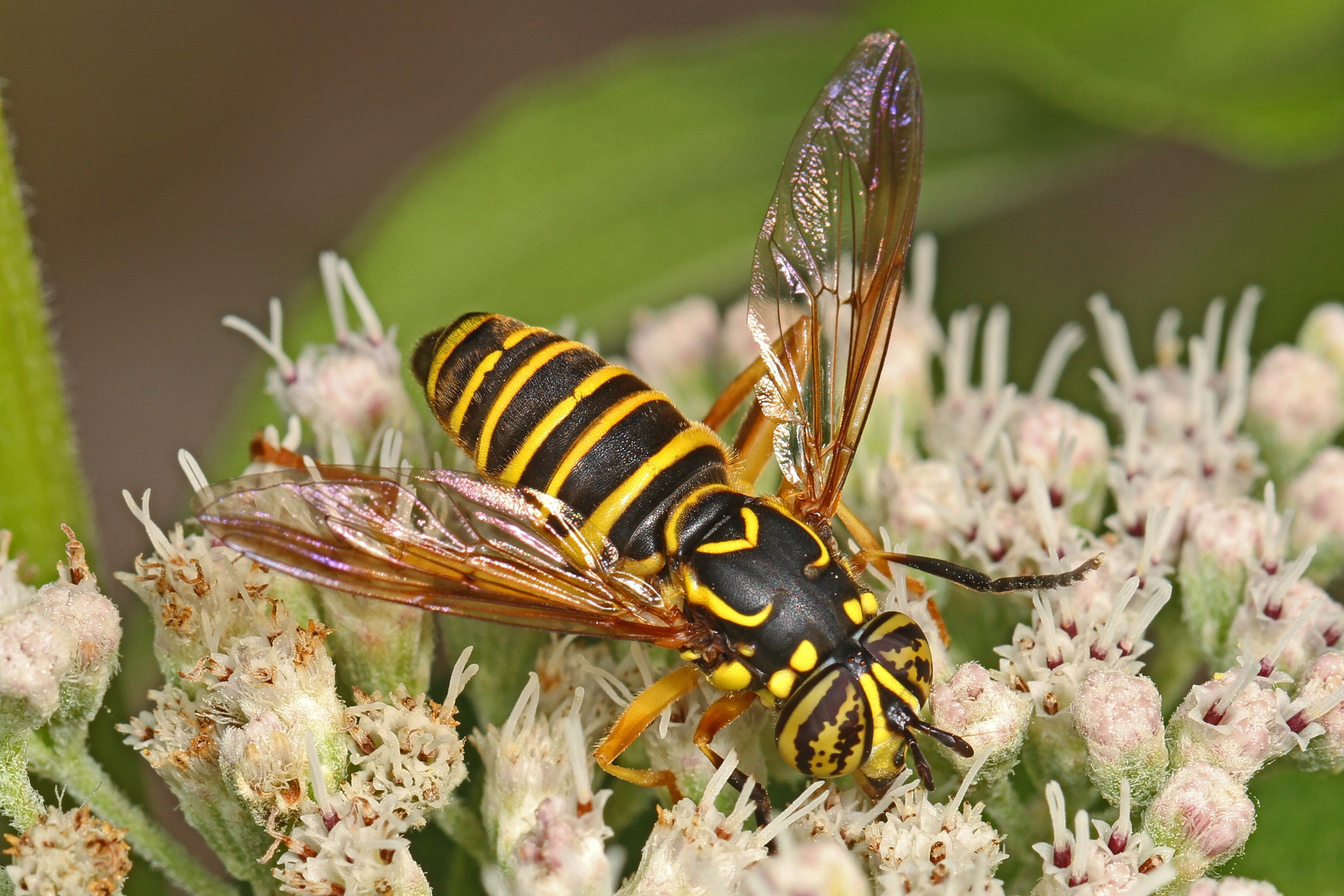
トゲナガハナアブ属に属するハナアブの一種Spilomyia longicornis はハチへのベイツ擬態を示すが、ハチとは異なり長い触角や、胸と腰の間のくびれを持たない。

擬態者がモデルを正確に模倣しているわけではない、不完全なベイツ型擬態もみられる。その例の一つとしてハナアブの仲間のSpilomyia longicornis を挙げる。このハナアブはスズメバチの仲間に擬態しているが、詳しく見ると両者には相違点がある。例えば、ハチの触角は長いが、このハナアブではそれほど長い触角は見られない。代わりにこのハナアブは前脚を頭上で振って、触角に見せかけている。不完全な擬態が見られる理由については、様々なものが提唱されている。例えば、不完全な擬態は単に完全な擬態への進化の途上の状態だと言えるかもしれない。あるいは不完全な擬態は、複数のモデルに同時に似せることができるという意味で利点があるかもしれない。またそもそも人間が判断する擬態の精度は、実際の捕食者による判断とは異なる可能性もある。血縁選択によって擬態の質の低下が促進される場合もある。良質な擬態をすることへの選択圧が、他の側面での選択圧（例えば体色を目立たなくする方向への選択圧など）より弱い場合にも、不完全な擬態が進化する可能性がある。捕食者を騙すのに、ある一つの形質だけで十分な場合もある。例えばサンゴヘビ属のハーレクインサンゴヘビMicrurus fulvius が、モデルであるキングヘビ属のスカーレットキングヘビLampropeltis elapsoides の体色に擬態する系の場合、それぞれの色の配置よりも、各色が体に占める割合の方が捕食者を騙すのに重要であることが示唆されている。

## 聴覚の擬態

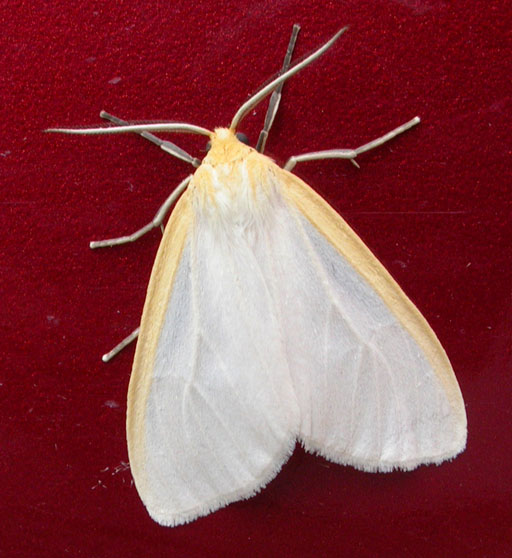
Cycnia tenera （写真）などのヒトリガ科のガは有毒で、超音波の警告音を捕食者のコウモリに対して発する。メイガ科のいくつかの種は無毒だが、これに擬態して超音波を発する

捕食者は視覚だけでなく、聴覚によって獲物を識別する場合もある。それに伴い、捕食者の聴覚を騙す擬態も進化してきた。コウモリは夜行性の捕食者で、超音波を用いた反響定位によって獲物を探す。獲物の中にはコウモリにとって有毒なものもおり、その中には警告色に相当するような超音波の警告音を発する種もいる。例えばアカコウモリやオオクビワコウモリの反響定位に応答して、Cycnia tenera などのヒトリガ科の有毒のガは超音波の警告音を発する。コウモリは有毒なガを避けるよう学習するが、同時に同様の超音波を発する無毒のメイガ科の種も避けるようになるのである。

## 関連書籍
- Cott, H.B. (1940) Adaptive Coloration in Animals. Methuen and Co, Ltd., London ISBN 0-416-30050-2 ベイツ型擬態の例が多く記載されている。
- Evans, M. A. (1965). “Mimicry and the Darwinian Heritage”. Journal of the History of Ideas 26 (2):  211-220. doi:10.2307/2708228. JSTOR 2708228. 歴史的観点からベイツ型擬態を論じる。
- Wolfgang Wickler (1968) Mimicry in Plants and Animals (Translated from the German) McGraw-Hill, New York. ISBN 0-07-070100-8 特に最初の2章でベイツ型擬態を扱っている。
- Edmunds, M. 1974. Defence in Animals: A Survey of Anti-Predator Defences. Harlow, Essex & NY: Longman 357 p. ISBN 0-582-44132-3 第2章でベイツ型擬態について議論している。
- Pasteur, Georges (1982). “A classificatory review of mimicry systems”. Annual Review of Ecology and Systematics 13:  169-199. doi:10.1146/annurev.es.13.110182.001125. 様々な擬態の様式について詳細な議論を行っている。
- Ruxton, G. D.; Speed, M. P.; Sherratt, T. N. (2004). Avoiding Attack. The Evolutionary Ecology of Crypsis, Warning Signals and Mimicry. Oxford: Oxford University Press. ISBN 0-19-852860-4 第10章と第11章でベイツ型擬態についての現代の知見をまとめている。